# スコータイ県

スコータイ県
จังหวัดสุโขทัย

- この項目は英語版を元に作成されています。

スコータイ県（スコータイけん、タイ語: จังหวัดสุโขทัย）は、タイ・北部にある県（チャンワット）の一つ。バンコクから北へ427キロメートル。プレー県、ウッタラディット県、ピッサヌローク県、カムペーンペット県、ターク県、ラムパーン県と接する。

## 地理
スコータイ県内にはヨム川が流れている。県内の主要産物は米と綿花。

## 歴史
この都市はスコータイ王朝で有名である。現在スコータイ王朝があったところはスコータイ旧市街となっており、スコータイ歴史公園が作られ遺跡が一般に公開されている。また県北部には昔はスコータイ王朝の副王の都として機能していたシーサッチャナーライ歴史公園があり、両方ともユネスコの世界遺産に登録されている。

## 県章

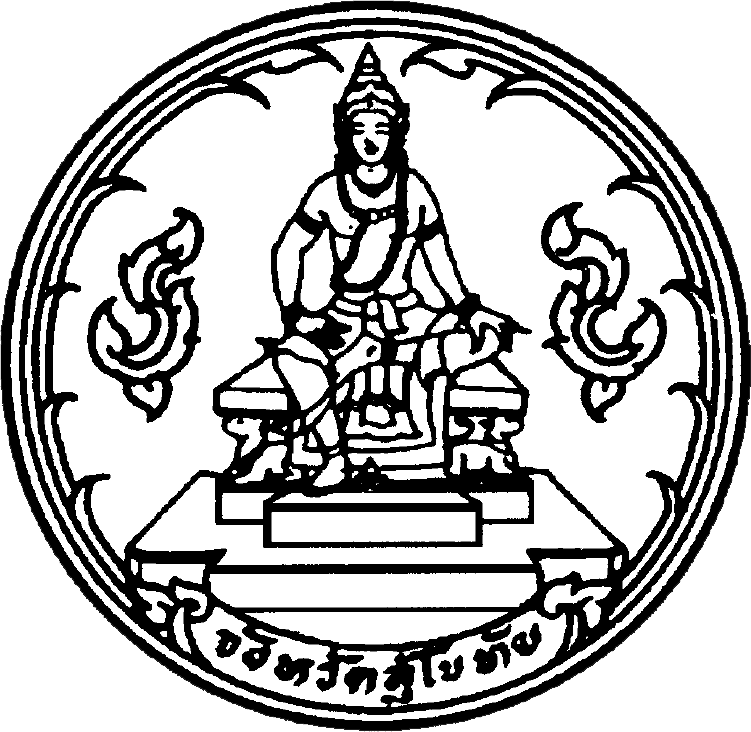
県章

県章の人物はタイ三大王の内の一人でスコータイ王国の王であるラームカムヘーン大王である。
県花は（Afzelia xylocarpa）、県木は赤ハス（Nymphaea lotus）。

## 行政区
スコータイ県は9の郡（アムプー）に分かれ、その下に86の町（タムボン）と782の村（ムーバーン）がある。
| 1. ムアンスコータイ郡 2. バーンダーンラーンホーイ郡 3. キリマート郡 4. コンクライラート郡 5. シーサッチャナーライ郡 6. シーサムローン郡 7. サワンカローク郡 8. シーナコーン郡 9. トゥンサリアム郡 | スコータイ県の郡 |